# Willy Vannitsen
Willy Vannitsen (Jeuk, 8 februari 1935 – Tienen, 19 augustus 2001) was een Belgisch wielrenner. Hij was beroepsrenner tussen 1955 en 1966.

## Belangrijkste overwinningen
1955
- 1e etappe Ronde van België

1956
- Omloop van de Fruitstreek
- 2e etappe Ronde van Nederland

1957
- Omloop van de Fruitstreek
- Zesdaagse van Brussel (met Rik Van Looy)

1958
- Ronde van Toscane
- 1e etappe Ronde van Italië
- 2e etappe Parijs-Nice
- 3e etappe Parijs-Nice
- GP Zele

1959
- 1e etappe Ronde van België

1961
- Waalse Pijl
- Tre Valli Varesine
- Milaan-Vignola

1962
- 2e etappe Ronde van Luxemburg
- Acht van Chaam
- 10e etappe Ronde van Frankrijk
- 15e etappe Ronde van Frankrijk

1963
- Omloop van de Fruitstreek

1964
- 2e etappe Parijs-Nice

1965
- Scheldeprijs
- 5e etappe Parijs-Nice
- 4e etappe Ronde van Nederland

## Resultaten in voornaamste wedstrijden
| Jaar | Ronde van Italië | Ronde van Frankrijk | Ronde van Spanje |
| ---- | ---------------- | ------------------- | ---------------- |
| 1955 |                  |                     |                  |
| 1956 |                  |                     |                  |
| 1957 |                  |                     |                  |
| 1958 | opgave (1)       |                     |                  |
| 1959 | opgave           |                     |                  |
| 1960 | opgave           |                     |                  |
| 1961 | opgave           |                     |                  |
| 1962 |                  | 70e (2)             |                  |
| 1963 |                  | opgave              |                  |
| 1964 |                  | buiten tijd         |                  |
| 1965 |                  |                     |                  |
| 1966 |                  | opgave              |                  |

| Jaar | Milaan-San Remo | Gent-Wevelgem | Ronde van Vlaanderen | Parijs-Roubaix | Luik-Bast.‑Luik | Ronde van Lombardije | Waalse Pijl | Parijs-Brussel |  | WK op de weg |  | Wereldranglijsten |
| ---- | --------------- | ------------- | -------------------- | -------------- | --------------- | -------------------- | ----------- | -------------- |  | ------------ |  | ----------------- |
| 1955 |                 |               |                      | 31e            |                 |                      |             |                |  |              |  |                   |
| 1956 | 4e              |               |                      | 48e            |                 |                      |             | 22e            |  |              |  |                   |
| 1957 |                 |               |                      |                |                 |                      |             |                |  |              |  |                   |
| 1958 |                 |               | 28e                  |                |                 |                      | 5e          | 29e            |  | opgave       |  |                   |
| 1959 | 7e              | 6e            | 15e                  |                | 10e             | ↑                    |             | Zilver         |  |              |  |                   |
| 1960 | 71e             | 27e           |                      | 49e            |                 |                      |             | 33e            |  |              |  |                   |
| 1961 |                 |               |                      | 45e            |                 |                      | Goud        |                |  |              |  | 9e (SPP)          |
| 1962 |                 | 7e            | 7e                   |                |                 |                      | 24e         |                |  |              |  |                   |
| 1963 |                 | 7e            | 4e                   |                |                 |                      |             |                |  |              |  |                   |
| 1964 |                 |               |                      |                |                 |                      |             |                |  |              |  |                   |
| 1965 | 5e              | 6e            | 4e                   | ↑              |                 |                      |             | 12e            |  |              |  | 14e (SPP)         |
| 1966 |                 |               |                      |                |                 |                      |             |                |  |              |  |                   |